# John Campbell (Politiker)
John Campbell (* ca. 1788/1789 in Hall Bottom bei Abingdon, Virginia; † 1866 im Smyth County, Virginia) war vom 26. Mai 1829 bis zu seinem Rücktritt am 20. Juli 1839 Treasurer of the United States. Er war der erste geborene US-Amerikaner, welcher diesen Posten bekleidete. Der Gouverneur David Campbell (1779–1859) war sein Bruder.

## Werdegang
John Campbell war der Sohn von Elizabeth McDonald (1753–1827) und John Campbell (1742–1825). Er besuchte die Abingdon Academy in Virginia. 1811 wurde er für das Washington County in das Abgeordnetenhaus von Virginia gewählt und 1813 wiedergewählt. Er saß im Council of the State of Virginia. 1818 zog er nach Alabama und ließ sich in Huntsville nieder. Im Folgejahr nahm er als Secretary bei der ersten Verfassunggebenden Versammlung von Alabama teil. Um 1821 oder 1822 kehrte er nach Abingdon zurück. Campbell verfolgte auch eine militärische Laufbahn. Es hielt den Dienstgrad eines Colonels inne.
Am 26. Mai 1826 ernannte ihn US-Präsident Andrew Jackson zum Treasurer of the United States. Er bekleidete diesen Posten bis zu seinem Rücktritt am 20. Juli 1839, der als Folge von politischen Differenzen mit US-Präsident Martin Van Buren geschah. Danach kehrte er wieder nach Abingdon zurück. Zu jener Zeit trat er von der Demokratischen Partei zu Whig Party über.
Campbell verstarb nach dem Ende des Bürgerkrieges. Er hat nie geheiratet.

## Trivia
Campbell ist der Schöpfer der Sketchs von Colonel Arthur Campbell und General William Campbell, welche in Howe’s History of Virginia erschienen.
Seinen Nachlass vermachte er seinem Bruder Arthur Campbell für die Dauer seiner Lebenszeit. Nach dessen Tod sollte der Rest an seinen Neffen, Joseph Trigg Campbell, einem Sohn seines Bruders Edward Campbell, übergehen.